# استخوان هم‌خاجی

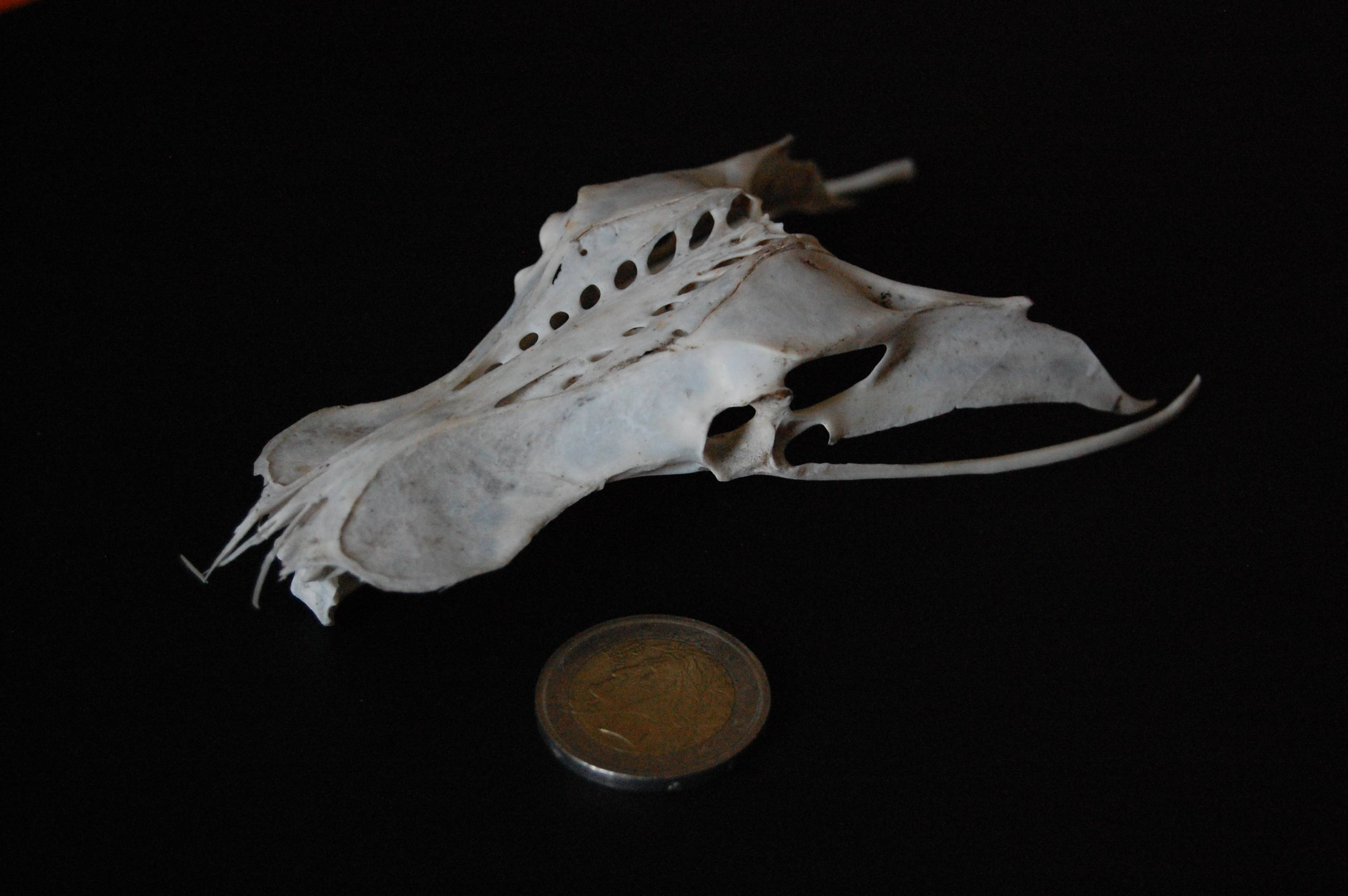
استخوان هم‌خاجی در یک پرنده ناشناس

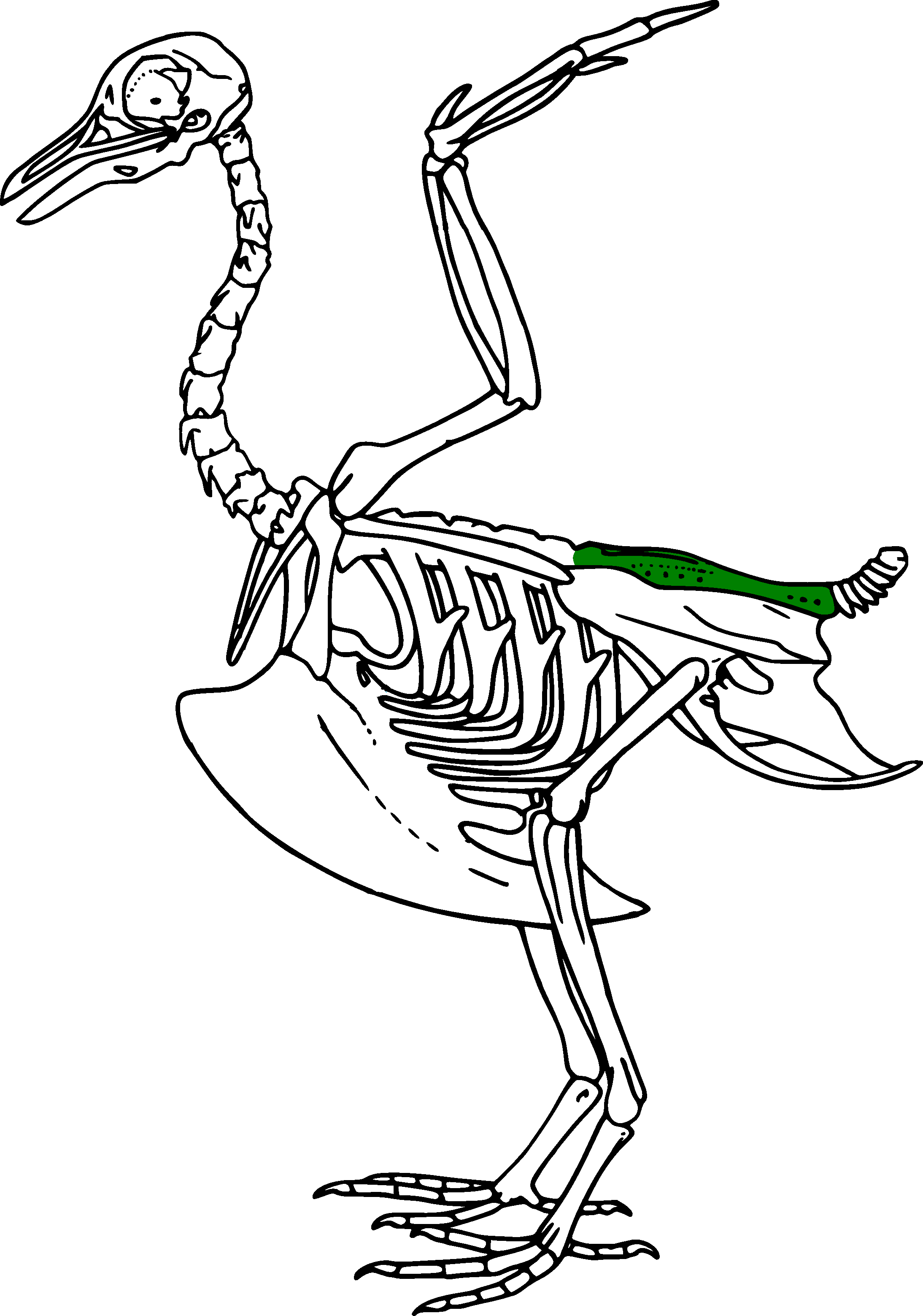
در این اسکلت سبک پرنده، استخوان هم‌خاجی (سینساکروم) برجسته نشان داده شده‌است

استخوان هم‌خاجی (به انگلیسی: Synsacrum) یک ساختار اسکلتی از پرندگان و دیگر دایناسورها است که در آن استخوان خاجی (Sacrum) با ادغام مهره‌های دمی یا کمری به هم جوش‌خورده یا تا حدی جوش‌خورده گسترش می‌یابد. برخی از مهره‌های قفسه سینه خلفی، مهره‌های کمری، ساکرال و چند مهره دمی جلویی با هم ترکیب‌شده و استخوان پیچیده‌ای به نام هم‌خاجی را تشکیل می‌دهند. استخوان‌های بی‌نام با توجه به گونه‌ها، به میزان کم یا زیاد با هم‌خاجی ترکیب می‌شوند و لگن پرندگان را تشکیل می‌دهند. این ساختار سفت و سخت‌تری نسبت به لگن پستانداران ایجاد می‌کند که نیازهای پرواز، حرکت و تنفس را برآورده می‌کند. در پشت هم‌خاجی چند مهره دمی آزاد وجود دارد که آخرین آنها دمچه است که پرهای بلند و سفت دم به آن متصل شده‌است. بخش مرکزی هم‌خاجی برآمده است تا پیکره گلیکوژن را در خود جای دهد، اندامی که کارکرد آن هنوز مشخص نیست اما ممکن است با تعادل مرتبط باشد.
از نظر ریخت‌شناسی بیرونی، استخوان هم‌خاجی با دمگاه مطابقت دارد.